# Ahmad ibn Mádžid
Ahmad ibn Mádžid (1435? Rás al-Chajma – 1510?) byl arabský mořeplavec a teoretik nautiky. Plavil se jako lodivod portugalského mořeplavce Vasco da Gamy v Indickém oceánu.

## Cesty Indickým oceánem
V roce 1498 vedl výpravu Vasco da Gamy z Malindi (pobřeží Keni) do Kalikatu a ukázal tak Portugalcům možnost přímé plavby od Afrického kontinentu k Indii za využití monzunu. Později tohoto činu litoval, když byl svědkem ničení arabských lodí a námořního obchodu v Indickém oceánu. Sepsal více než 40 nautických příruček v nichž popsal cesty z Rudého moře a Perského zálivu až k Mosambiku, Madagaskaru, Indii, Indonésii, Číně a Tchaj-wanu.